# Choerades lateralis
Choerades lateralis là một loài ruồi trong họ Asilidae. Choerades lateralis được Fabricius miêu tả năm 1805.